# ¿Dónde estás, amor de mi vida, que no te puedo encontrar?
¿Dónde estás amor de mi vida que no te puedo encontrar? es una película de Argentina filmada en color dirigida por Juan José Jusid sobre su propio guion escrito en colaboración con Ana María Shua según el argumento de Juan José Jusid que se estrenó el 10 de diciembre de 1992 y que tuvo como actores principales a Susú Pecoraro, Oscar Martínez, Luisina Brando, Tina Serrano y Fernando Siro.

## Sinopsis
Una mujer y un hombre que padecieron varios desengaños amorosos se conocen a través de un programa de radio que se dedica a conectar en parejas a sus solitarios oyentes. Al mismo tiempo se muestran los encuentros y romances de varios personajes que buscan consejo amoroso a través del mismo programa de entrevistas de radio nocturno (homónimo del título del film), conducido por Octavio (Siro); Octavio establece citas a ciegas entre los personajes, principalmente asesorando a Sarah (Pecoraro), una treintañera solitaria que se acerca lentamente a Fernández (Martínez), un hombre tímido e introvertido que aún vive con su padre. Su relación se narra a través de una serie de episodios, que involucran el romance de Fernández con una espiritista (Schultz), el enredo de Sarah con un psicópata (Pasik) y una trama secundaria que involucra a una amiga de Sarah con tendencias suicidas, Tina (Brando).

## Reparto
Colaboraron en el filme los siguientes intérpretes:
- Susú Pecoraro	...	Sarah
- Oscar Martínez	...	Fernández
- Luisina Brando	...	Tina
- Tina Serrano	...	Licenciada Milman
- Fernando Siro	...	Octavio Luz
- Juan Manuel Tenuta	...	Padre de Fernández
- Mario Pasik	...	Federico
- Villanueva Cosse	...	Paco
- Mónica Galán	...	Chela
- Atilio Veronelli	...	Omar
- Jessica Schultz	...	Marita
- Víctor Laplace   ...     Cameo
- Gloria Alonso	...	Ruth
- Ramiro Archain	...	Martín
- Raquel Casal	...	Tere
- Ana María Castel	...	Marja
- Gonzalo Crespo	...	Operador
- Claudio Da Passano	...	Testimonio
- Marcos Epelbaum	...	Stripper
- Estela Garelli	...	Vero
- Harry Havilio
- Fernando Khabie	...	Enfermero
- Nito Mestre	...	Oyente
- Jorge Sabate
- Carlos Santamaría	...	Médico de Guardia
- Roly Serrano	...	Oscar
- Claudio Tolcachir
- Carolina Vespa	...	María
- Vando Villamil	...	Raúl
- Adolfo Yanelli	...	Médico
- Vicky Olivares
- David Masajnik …Mariano
- Déborah Vidret
- María Isabel Sánchez ... Locutora

## Premios y nominaciones
Premios Cóndor de Plata de la Asociación de Cronistas Cinematográficos de la Argentina de 1993
- Ganador del Premio a la Mejor actriz de reparto a Luisina Brando
- Seleccionado como candidato a Mejor Actor: Oscar Martínez
- Seleccionada como candidata a Mejor Actriz: Susú Pecoraro
- Seleccionada como candidata a Mejor Revelación Femenina: Jessica Schultz
- Seleccionado como candidato a Mejor Guion Original: Juan José Jusid y Ana María Shua.

## Crítica/Comentarios
Paraná Sendrós en Ámbito Financiero escribió:

«El film de Jusid agrada, pese a todos sus desniveles.»

Adolfo C. Martínez en La Nación opinó:

«El realizador desdeñó inteligentemente la solemnidad y los diálogos sentenciosos para elaborar esta pintura fresca de abandonos y reconciliaciones.»

Alberto Farina en El Cronista Comercial dijo:

«Aunque no todos sus ingredientes logran consistencia…es una pieza cálida, sensible y entretenida.»

Manrupe y Portela escriben:

«Despareja comedia con toques sentimentales y una imitación externa al estilo Almodóvar, que se mantuvo bastante en cartel y sirvió como piloto para un programa de televisión.»